# Some People (Ton désir)
Pour les articles homonymes, voir Some People.
Singles de Ocean Drive featuring DJ Oriska
Without You (Perdue sans toi)
(2009)
Pistes de With the Sunshine
Whatcha
(2)
Some People est une chanson de dance du groupe Ocean Drive sortie en janvier 2009 sous le label Sony BMG Music avec la collaboration de DJ Oriska. Il s'agit du 1er single extrait de l'album With the Sunshine (2009). La chanson a été écrite par Johnny Williams, Gilles Luka, Nicolas Carel, Just Uman et produite par Gilles Luka, Nicolas Carel, Just Uman.

## Clip vidéo
Le clip vidéo sort le 11 décembre 2008 sur le site de partage YouTube, sur le compte de DJ Oriska et Ocean Drive. D'une durée de 3 minutes et 46 secondes, la vidéo a été visionnée plus 4,6 millions de fois.

## Classement par pays
| Classement (2009)                       | Meilleure position |
| --------------------------------------- | ------------------ |
| France (SNEP)                           | 8                  |
| Suisse (Schweizer Hitparade)            | 39                 |
| Belgique (Flandre Ultratop 50 Singles)  | 30                 |
| Belgique (Wallonie Ultratop 50 Singles) | 17                 |
| France (Club 40)                        | 2                  |